# Алекс Циле
Алекс Циле (5. јул 1968) бивши је швајцарски професионални бициклиста у периоду од 1991. до 2004. Циле је двоструки побједник Вуелта а Еспање и свјетски шампион у вожњи на хронометар. Два пута је освојио друго мјесто на Тур де Франсу.

## Дјетињство и аматерска каријера
Циле је рођен у граду Вил, гдје је и одрастао. Као мали хтио је да постане скијаш, али са 18 година је био повријеђен у једном инциденту. У Холандији је возио бицикл да би се брже опоравио, али је одустао због вјетра. Отац га је убиједио да опет покуша са бициклизмом кад су се вратили у Швајцарску, почео је аматерску каријеру 1988. Прве сезоне је остварио двије побједе на трци у Швајцарској. 1990. је освојио трку Флеча де Суд у Луксембургу и Тур Швајцарске за аматере.
Године 1991, је почео професионалну каријеру у тиму Онце. Маноло Саиз, спортски директор тима Онце, прво га је одбио јер је Циле носио минђушу, али је смекшао и довео је Цилеа у тим.

## Професионална каријера

### Почетак каријере
Године 1991, је остварио пет побједа, уз освојено треће мјесто на Вуелта Каталонији. 1992. освојио је Вуелта Бургос трку и Вуелта Астурас. Милан—Санремо је завршио на 20 мјесту, а затим је возио Тур де Франс по први пут, али је морао да га напусти током етапе 12. Сезону је завршио побједом на трци Монжуик, чиме је освојио девето мјесто у UCI рангирању.

### 1993—1997.
Године 1993, Циле је освојио Париз—Ницу, што му је била највећа побједа до тада. На Критеријуму Интернационал освојио је треће мјесто, а успјешну сезону је наставио освајањем другог мјеста на Вуелта а Еспањи, уз три етапне побједе. Циле је Вуелту изгубио од земљака Тонија Ромингера. Тур де Франс је завршио на 41 мјесту и сезону је завршио на петом мјесту у UCI рангирању.
Године 1994, је почео трећим мјестом на трци Арбон у Швајцарској, прву побједу у сезони остварио је на петој етапи Вуелта Арагон трке. Вуелта а Еспању је завршио на четвртом мјесту, а Тур де Франс на осмом. Сезону је завршио са 18 мјестом на Ђиро ди Ломбардији.
Године 1995, је почео другим мјестом на трци Трофеј Калвиа у Шпанији, након чега је освојио челенџ Маљорке, Тур Баскијске земље и Вуелту Валенсијске покрајине. Тур Швајцарске је завршио на другом мјесту, уз двије етапне побједе, након чега је друго мјесто освојио и на Тур де Франсу. На деветој, првој брдској, етапи на Туру, Циле је напао, освојио етапу и дошао до другог мјеста у генералном пласману. На десетој етапи, Марко Пантани је напао и освојио етапу, док су иза њега завршили заједно Мигел Индураин, Бјарне Рис и Алекс Циле, главни конкуренти за освајање Тура. На етапи 15, неколико возача је пало на спусту и Фабио Казартели је погинуо. У његову част етапа 16 није била такмичарска. Шестим мјестом на хронометру, на етапи 19, Циле је освојио друго мјесто на Тур де Франсу.
Сезону је завршио на петом мјесту у UCI рангирању.
Године 1996, је почео побједом на трци Естреља у Шпанији. На Туру Баскијске земље је освојио друго мјесто, након чега је освојио Вуелта Каталонију. Тур де Франс је стартовао добро, побједом на прологу, али није имао снаге у брдима и завршио је Тур на 26 мјесту. Након Тура, Циле је учествовао на Олимпијским играма, гдје је друмску трку завршио на 104 мјесту. Након Олимпијских игара, Циле је освојио Вуелта а Еспању, уз једну етапну побједу, што му је био највећи успјех у каријери. Успјешну сезону употпунио је освајањем свјетског првенства у вожњи на хронометар. Сезону је завршио на другом мјесту у UCI рангирању, 6 поена иза Лорана Жалабера.
Године 1997, је почео трећим мјестом на Трофеј Солер трци, гдје је остао иза Жалабера и Франсиска Бенитеза. Прву побједу у сезони остварио је на трци у Сарагоси, а затим је освојио Тур Баскијске земље по други пут. Флеш Валон је завршио на трећем мјесту, након чега се спремао за Тур де Франс, али није имао среће и напустио је Тур током пете етапе, због повреде. Опоравио се на вријеме за Вуелта а Еспању и освојио је по други пут, уз побједу на хронометру на етапи 21. Након Вуелте, освојио је друго мјесто на класику Милано—Торино.

### 1998.
Године 1998, Циле је прешао у тим Фестина. Прву побједу у сезони остварио је на петој етапи трке Сентимана Каталуња, након чега је освојио треће мјесто на Туру Баскијске земље и друго мјесто на Туру Романдије. Возио је Ђиро д’Италију по први пут и завршио је на 14 мјесту, уз три етапне побједе. Тур де Франс је почео седмим мјестом на прологу, а након шесте етапе, Циле и Фестина тим су избачени са Тура због оптужби за допинг. Циле и још четворица његових сувозача су признали да су користили ЕПО.
Вратио се на Вуелта а Еспању и завршио је на осмом мјесту, уз побједу на хронометру на етапи 21. Сезону је завршио на шестом мјесту у UCI рангирању.

### 1999—2004.
Након допинг скандала у Фестини, Циле је напустио тим на крају сезоне.
Године 1999, је почео побједом на трци у Лозани. На Тур де Франсу водио је велику борбу са Ленсом Армстронгом, али је на крају завршио 7 минута иза Ленса и освојио је друго мјесто. На Вуелта а Еспањи освојио је једну етапу.
Године 2000, је почео у Португалу, гдје је освојио трку Волта ао Алгарве. Тур де Франс је напустио током етапе 16. Након Тура, учествовао је на Олимпијским играма у Сиднеју и друмску трку је завршио на 68 мјесту. Вуелта а Еспању је завршио на 49 мјесту, уз једну етапну побједу.
Године 2001, је остварио једну побједу, освојио је етапу на Париз—Ници. Возио је Вуелта а Еспању, али је завршио на 109 мјесту.
Године 2002, је освојио друго мјесто на Волта Алгарве трци и на Туру Романдије, након чега је остварио задњу велику побједу, освојио је Тур Швајцарске. 2003. је освојио треће мјесто на трци Вуелта кастиља Леон, учествовао је на Вуелта а Еспањи, али је напустио током девете етапе.
Године 2004, је освојио треће мјесто на Еуробајк трци у Њемачкој. На крају сезоне завршио је каријеру.